# ザ・ブック・オブ・プー
『ザ・ブック・オブ・プー』（The Book of Pooh）は、ディズニーが制作したアメリカのテレビ番組。『くまのプーさん』の人形劇バージョンで、2001年から2004年にかけて制作・放送された。全2シーズン・計51話。日本ではディズニーチャンネルのプレイハウスディズニーで放送された後（時期は不明）、WOWOWで2007年11月3日に本作の第1話を特別枠「無料放送 WOWOW家の人々」で放送された後、同年11月14日からレギュラー放送された。
「新くまのプーさん」の数話と「冬の贈りもの」に出演した小鳥のケシーがレギュラーになっている。反面、ゴーファーはまったく登場せず、カンガとルーも極端に出番が少ない。人間は実写であり、クリストファー・ロビンも各話のエンディングに登場するが、いずれも顔は見えない。

## 声の出演
日本では、ディズニー作品の吹き替え製作の版権がブエナ・ビスタに移行してからピグレットの専属声優を務めてきた小宮山清が出演した最後の作品となった。
| 役名                   | 原語版声優                                              | 日本語吹き替え              | 日本語吹き替え              | 日本語吹き替え              | 日本語吹き替え              |
| 役名                   | 原語版声優                                              | スペシャル                  | DVD                         | VHS                         | TVシリーズ                  |
| ---------------------- | ------------------------------------------------------- | --------------------------- | --------------------------- | --------------------------- | --------------------------- |
| プー                   | ジム・カミングス                                        | 八代駿                      | 八代駿                      | 八代駿                      | 台詞：亀山助清 歌：竹本敏彰 |
| ティガー               | ジム・カミングス                                        | 玄田哲章                    | 玄田哲章                    | 玄田哲章                    | 玄田哲章                    |
| ピグレット             | 台詞：ジョン・フィードラー 歌：アンドリュー・サビストン | 小宮山清                    | 小宮山清                    | 小形満                      | 小形満                      |
| ラビット               | ケン・サンソム                                          | 龍田直樹                    | 龍田直樹                    | 龍田直樹                    | 龍田直樹                    |
| イーヨー               | ピーター・カレン                                        | 石田太郎                    | 石田太郎                    | 石田太郎                    | 石田太郎                    |
| オウル                 | アンドレ・ストイカ                                      | 台詞：上田敏也 歌：福沢良一 | 台詞：上田敏也 歌：福沢良一 | 台詞：上田敏也 歌：福沢良一 | 台詞：上田敏也 歌：福沢良一 |
| ケシー                 | ステファニー・ディアブロゾ                              | 岡村明美                    | 岡村明美                    | 岡村明美                    | 岡村明美                    |
| カンガ                 | キャス・スーシー                                        | 片岡富枝                    | 片岡富枝                    | 片岡富枝                    | 片岡富枝                    |
| ルー                   | ニキータ・ホプキンス                                    | 小倉裕太                    | 小倉裕太                    | 小倉裕太                    | ？                          |
| クリストファー・ロビン | ポール・タイズラー                                      | 重野悠                      | 村上想太                    | 村上想太                    | 村上想太                    |
| ナレーター             | デヴィッド・オグデン・スティアーズ                      | 青森伸                      | 青森伸                      | 青森伸                      | 青森伸                      |

## VHS・DVD
- ザ・ブック・オブ・プー ぬいぐるみのプーさんと仲間たち - 6話収録。日本では2002年4月26日発売
- ザ・ブック・オブ・プー プーさんのことばさがし - 日本で2003年冬に発売されたVHSのみ。4話収録された作品から1話のみを抜粋し収録
- ザ・ブック・オブ・プー なにになりたい? - 4話収録。日本では2003年4月18日発売
- ザ・ブック・オブ・プー やさしいきもち - 4話収録。日本では2003年4月18日発売
- ザ・ブック・オブ・プー たのしいともだち - 4話収録。日本では2003年4月18日発売